# Elaphoglossum sunduei
Elaphoglossum sunduei är en träjonväxtart som beskrevs av M. Kessler och Mickel. Elaphoglossum sunduei ingår i släktet Elaphoglossum och familjen Dryopteridaceae. Inga underarter finns listade.